# Rūchak
Rūchak (persiska: Darreh Khvājeh, درّه خواجه, روچک, سه مشک) är en ort i Iran.   Den ligger i provinsen Kohgiluyeh och Buyer Ahmad, i den centrala delen av landet, 500 km söder om huvudstaden Teheran. Rūchak ligger 1 364 meter över havet och antalet invånare är 237.
Terrängen runt Rūchak är kuperad åt sydväst, men åt nordost är den bergig.Runt Rūchak är det ganska glesbefolkat, med 47 invånare per kvadratkilometer. Närmaste större samhälle är Dīshmūk, 8,5 km nordväst om Rūchak. Omgivningarna runt Rūchak är i huvudsak ett öppet busklandskap.